# Vojen

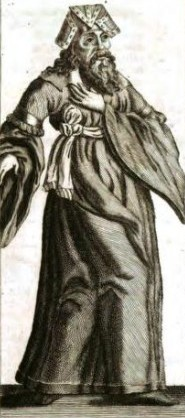
Vojen

Vojen foi um governante da Boémia. Fez parte do grupo de governantes considerados lendários. Foi antecedido no poder por Mnata e sucedido por Vnislav.